# Варварские королевства
Ва́рварские короле́вства — государства (королевства), созданные варварскими народами на территории Западной Римской империи, в условиях её распада (развала) в V веке, в эпоху великого переселения народов, когда они начали слагаться на развалинах Римской империи.
Характерной чертой, общей для всех этих раннесредневековых политических образований, была внутренняя нестабильность, проистекавшая из отсутствия в то время устоявшегося правила престолонаследия — сыновья короля (правителя) имели приоритетное право на престол, но знать вполне могла предложить иную, собственную кандидатуру. Раздоры (междоусобная борьба) между членами королевской семьи, между королём и его вассалами, споры между претендентами на престол были обычным делом, очень многие короли умерли насильственной смертью. Границы варварских королевств были также нестабильны, столицы часто менялись. Для внутреннего устройства были характерны общинно-племенная организация в виде территориальной общины свободных землевладельцев, народные собрания и военные ополчения.
Государственность варварских королевств развивалась под воздействием римской политической системы, римского права и с участием должностных лиц, получивших римское образование

## Государства
Исследователи выделяют следующие Варварские королевства:
- Королевство вестготов. Возникло в 418 году вследствие союзного договора, заключенного вестготским королём Валией с императором Гонорием, выделившим вестготам на правах федератов земли от предгорий Пиренеев на юге до реки Луары на севере. Из союзного Вестготского государства на римской почве скоро образовалось первое самостоятельное германское королевство[2]. Наивысшего развития государство достигло в VI—VII веках с завоеванием Пиренейского полуострова. Прекратило своё существование в 718 году, когда было завоёвано арабами (маврами).
- Королевство вандалов и аланов. В 429 году вандалы и аланы, теснимые вестготами, покинули Иберию и через Гибралтар перебрались в Северную Африку. К 435 году вандалы установили своё господство над значительной частью римской Северной Африки. В 435 году с римлянами был заключён мир, вандалы и аланы получили статус федератов. В 439 году вандалы нарушили договор и захватили Карфаген, а в 455 году разграбили Рим. Королевство вандалов было завоёвано Византией в 534 году.
- Королевство бургундов. В 413 году бургунды были признаны императором Гонорием федератами и получили место для поселения на левом берегу Рейна в районе Вормса. В 435 году гунны опустошили их государство, король Гундахар был убит, а остаток бургундского народа в 443 году был переселён полководцем Аэцием в Савойю на берега Роны. Наибольшего развития государство достигло к 485 году. В 534 году Бургундское королевство было завоевано франками и стало одной из частей Франкского государства.
- Королевство франков. Было основано королём Хлодвигом I в 481 году и в течение трёх веков стало мощнейшим государством Западной Европы, превратившись в империю Карла Великого.
- Королевство алеманнов. В III веке алеманны прорвались через римскую границу и овладели провинцией Реция. В III—V веках алеманны были федератами Рима, при этом постоянно нарушали союзные договоры, впоследствии чего были разбиты Юлианом Отступником в битве при Аргенторате в 357 году. В V веке началась политическая консолидация алеманнов под властью единого предводителя. После поражений при Цюльпихе в 496 году и при Страсбурге в 506 году алеманны подчинились франкским королям, которые основали на этих территориях герцогство Алемания.
- Королевство остготов. В 488 году император Флавий Зенон заключил с остготским королём Теодорихом соглашение, согласно которому Теодорих в случае победы над Одоакром становился правителем Италии в качестве представителя императора. В 493 году цели соглашения были достигнуты. В 555 году при императоре Юстиниане I итальянское королевство остготов было завоёвано Византией.
- Королевство свевов. Свевы осели в северо-западной части Иберийского полуострова в 409 году. Роль государства свевов в политических процессах в регионе была минимальной в сравнении с ролью других варварских королевств. В 585 году их королевство было завоёвано вестготами.
- Королевство лангобардов. Последнее в истории по времени как возникновения, так и прекращения своего существования варварское королевство. В 566 году лангобарды вторглись в Северную Италию. К середине VIII века их королевство занимало почти весь Апеннинский полуостров, Истрию, Корсику. В 774 году было завоевано Карлом Великим, включивший его в состав Франкского государства.
- Англосаксонские королевства в Британии. К середине V века Британия была завоевана германскими племенами англов, саксов, ютов и фризов. В VI веке на территории Британии возникло семь королевств, которые постепенно объединялись в одно государство.
- Королевство Одоакра. В 476 году предводитель германцев-федератов Одоакр сверг римского императора Ромула Августа и объявил себя королём Италии. В 477 году византийский император Зинон признал Одоакра патрицием и римским наместником. Одоакр сохранил римскую административную систему, активно сотрудничал с римским сенатом. В 477 году ему удалось получить от вандалов почти всю Сицилию, в 481 или 482 году, после убийства Юлия Непота комитами Виатором и Овидой, завоевать Далмацию, а в 487—488 годах уничтожить королевство ругов. Был вождём скиров, герулов, ругов и других народов. Сражался с остготами, но в конце концов был убит Теодорихом Великим, а его королевство было захвачено остготами.